# T86戰鬥步槍
T86戰鬥步槍（另稱86式步槍）是中華民國聯勤205廠第一款成熟量產的卡賓槍，也通過了泥沙、海水等試驗，並於1997年（民國86年）正式定型；現行換裝的T91戰鬥步槍也承襲其成熟設計。

## 歷史

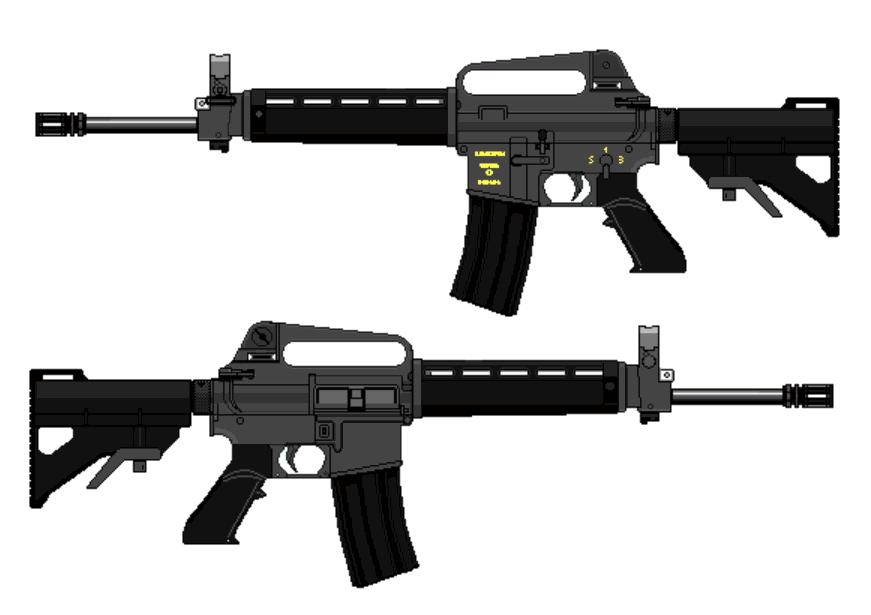

T86從1990年（民國79年）初開始研發，是為了取代國軍老舊T65突擊步槍系列開發的，曾有5種設計構型，在開發過程中也大量延用T65突擊步槍系列的零組件，已達到最大通用化目的。
因為T86計劃造成當時兩款T65卡賓槍胎死腹中，而後來的T86也確實吸收了兩款T65卡賓槍的特點。
T86在定型前有5把不同設計的測試樣槍，但是聯勤人員追求風險最小的選擇，延用T65突擊步槍的設計方案，從T86開始就不用AR-18的瓦斯復進系統。並且有兩種構型供客戶選擇，一種是提把整合了ACOG瞄具，一種則是傳統提把。

## 設計
T86外型與美國的M4卡賓槍類似，有以下的特色：
- 全槍長880mm，全槍重3.2kg
- 理論射速600發／分，可單、連發發射和3發點射
- 採用37.5公分長的槍管與3段式伸縮槍托，但護木設計不同
- 其尼龍材質護木由國內一家民間廠商提供；並無像T65步槍或M16步槍系列一般護木內置鋁質隔熱片，但由於上護木左右兩側各開5個散熱孔，其隔熱性優於T65步槍與M16步槍系列
- 改用模組化傳動機構，瓦斯缸管與活塞系統設計異於T65槍系，已和AR-18無關
- 同級的美軍M16步槍槍管熾發門檻為4個彈匣共120發，而T86戰鬥步槍則增加至6個彈匣共180發
- 與中華民國陸軍現行換裝T91戰鬥步槍最大的不同便在於其護木與提把（T86戰鬥步槍為固定提把）

## 使用國
- 约旦：國防軍[1][2]
- 中華民國：曾配發於中華民國海軍精銳三棲部隊「海軍水中爆破大隊」試驗，少量裝備特種部隊，沒有正式採用於部隊。
- 阿联酋
- 葉門[3]